# Malaiische Sprache
Die malaiische Sprache ist die Makrosprache für 36 regional gesprochene Sprachen, von denen die als Bahasa Malaysia in Malaysia und Bahasa Indonesia in Indonesien bezeichneten Varianten die bedeutendsten sind. Die Sprache gehört mit etwa 200 Millionen Sprechern zu den meistgesprochenen Sprachen der Erde. Die beiden Sprachversionen unterscheiden sich linguistisch nur geringfügig, sodass sie wissenschaftlich als eine einzige Sprache behandelt werden.
Malaiisch ist die linguistische Grundlage der Verkehrs- und Amtssprache, die hauptsächlich im geographischen Raum von Malaysia und Indonesien verwendet wird, sowie als Amtssprachen des Sultanats Brunei, von Singapur und der Republik Indonesien. Größere Gruppen von Sprechern findet man außerdem in Myanmar, in Hongkong, in den Niederlanden und in den USA, sowie in den drei südlichen Provinzen Narathiwat, Yala und Pattani in Thailand. Malaiisch hat den Sprachcode ms, may oder msa (nach ISO 639), während für Indonesisch der Sprachcode id oder ind (nach ISO 639) benutzt wird. 
- Bahasa Malaysia (deutsch Malaysisch) lautet die korrekte Sprachbezeichnung innerhalb Malaysias. Von etwa 12 Millionen Sprechern auf der malaiischen Halbinsel sprechen es etwa 7,2 Millionen als Erst- und 4,8 Millionen als Zweitsprache.

- Bahasa Indonesia (deutsch Indonesisch) ist Amtssprache in Indonesien. Es wird von etwa 162 Millionen Menschen gesprochen. Für 21 Millionen, von denen die meisten auf Java leben, ist es Erstsprache. 141 Millionen benutzen es als Zweit- oder Verkehrssprache. Außerhalb Indonesiens wird es unter anderem in Saudi-Arabien, Singapur, den Niederlanden und den USA gesprochen. In Osttimor, von 1975 bis 1999 von Indonesien besetzt, hat Indonesisch laut der Verfassung den Status einer „Arbeitssprache“. Viele der Studienlehrgänge an den Universitäten Osttimors werden in dieser Sprache gehalten.

Sofern im Folgenden nichts anderes angegeben ist, gelten die Aussagen für beide Sprachenvarianten.

## Geschichte
Malaiisch gehört zur westlichen Gruppe des malaiisch-polynesischen Sprachzweigs innerhalb der austronesischen Sprachfamilie.
Die ersten schriftlichen Zeugnisse des Altmalaiischen stammen aus dem 7. Jahrhundert.
Malaiisch erfuhr viele Einflüsse aus Indien, woher Hinduismus und Buddhismus kamen. In späterer Zeit kamen mit dem Islam arabische und persische Einflüsse hinzu. Vom 14. Jahrhundert an wurde es hauptsächlich mit arabischen Schriftzeichen geschrieben. Die unterschiedlichen kolonialen Einflüsse haben zu manchen unterschiedlichen Lehnwörtern geführt. Siehe dazu im Folgenden Unterschiede Bahasa Malaysia und Bahasa Indonesia.

### Entwicklung in Malaysia
Bereits während der Kolonialzeit hatten Richard Olaf Winstedt und Richard James Wilkinson die Grundlagen des heutigen Bildungssystems in Malaysia geschaffen und durch ihre Arbeiten nicht nur die Systematik der malaiischen Sprache erforscht, sondern auch die bis heute gültigen malaiisch-englischen Wörterbücher geschaffen. Bei der Entlassung der Föderation Malaya in die Unabhängigkeit wurde der Begriff Bahasa Melayu von den Vätern der Unabhängigkeit Malaysias, allen voran Abdul Rahman, als Artikel 152 in die Verfassung eingeführt, um dem Vielvölkerstaat durch eine gemeinsame Sprache eine Identität zu verschaffen.
Nach den blutigen ethnischen Unruhen im Jahr 1969 führte Premierminister Tun Abdul Razak Hussain den Begriff Bahasa Malaysia ein, um auf diese Weise die Einheit der Ethnien Malaysias zu demonstrieren und um dem Streit um die Vorherrschaft der indigenen Malaien die Schärfe zu nehmen. Unter dem Minister für Bildung Anwar Ibrahim wurde im Jahr 1986 die Bezeichnung Bahasa Melayu wieder eingeführt. Im April 2007 sprach sich das malaysische Kabinett dafür aus, Bahasa Malaysia wieder als offiziellen Terminus für die nationale Sprache aller Ethnien in Malaysia zu verwenden.

The Malay language belongs to Malaysians of all races and not just the Malays. The term Bahasa Malaysia would instil a sense of belonging.

„Die malaiische Sprache gehört den Malaysiern aller Rassen und nicht nur den Malaien. Der Begriff Bahasa Malaysia würde ein Zugehörigkeitsgefühl entwickeln.“

Der Gebrauch des Ausdrucks Bahasa Malaysia ist für alle in Malaysia erscheinenden Zeitungen, Radio- und Fernsehsendungen zwingend vorgeschrieben.

### Entwicklung in Indonesien
In Niederländisch-Indien wurde mit der niederländischen Kolonisierung im 19. Jahrhundert die lateinische Schrift eingeführt. Mit der Unabhängigkeitserklärung von Indonesien 1945 wurde Bahasa Indonesia zur offiziellen Staatssprache erklärt; ursprünglich war Malaiisch nur im Osten Sumatras sowie rund um die Hauptstadt Jakarta verbreitet.
1972 wurden ein einheitliches lateinisches Schriftsystem und eine weitgehend übereinstimmende Orthographie in Malaysia und Indonesien geschaffen. Seit der Islamisierung war das arabische Alphabet mit eigenen Sonderzeichen üblich, 1901 führte die niederländische Kolonialverwaltung das an der Schreibweise des niederländischen orientierte Ejaan Van Ophuijsen ein. Dieses wurde 1947 durch das Ejaan Republik (Republikanische Rechtschreibung) ersetzt, die wiederum 1972 durch das Ejaan yang Disempurnakan (Verbesserte Rechtschreibung) ersetzt wurde. Die arabische Schrift wird allerdings noch gelegentlich verwendet, insbesondere im religiösen Bereich, und man findet noch malaiische Schilder mit arabischen Schriftzeichen.

### Entwicklung in Osttimor
Noch Anfang des 19. Jahrhunderts wurde Malaiisch als Handelssprache in Portugiesisch-Timor gesprochen und selbst von den Portugiesen und Topassen verwendet. Dann verschwand die Sprache in der portugiesischen Kolonie. Anscheinend hatte die portugiesische Administration nach 1870 dafür gesorgt. Tetum Prasa und Portugiesisch übernahmen die Funktion des Malaiischen als Handelssprache innerhalb Timors und nach außen. Nur bei der arabischen Minderheit in Osttimor überlebte Dili-Malaiisch noch lange als Alltagssprache in Dilis Stadtviertel Kampung Alor und war 1975 noch die wichtigste Zweitsprache in Oe-Cusse Ambeno. Hier spielte der Einfluss des umgebenden indonesischen Westtimor eine Rolle.
1975 besetzte Indonesien den erst neun Tage vorher ausgerufenen Staat Osttimor. Die Annexion erfolgte 1976. Da Bahasa Indonesia als fundamentales Kriterium der Einigkeit im Staat für Indonesien symbolisierte, wurde die Verwendung des Portugiesischen verboten. 1999 übergab Indonesien Osttimor an eine Verwaltung durch die UN. 2002 wurde die Unabhängigkeit Osttimors wiederhergestellt. Bahasa Indonesia verlor seinen Status als Amtssprache zugunsten des heimischen Tetums und Portugiesischen, ist aber laut Verfassung noch immer eine Arbeitssprache. Viele Kurse an den Hochschulen des Landes werden auf Bahasa Indonesia gehalten.
1991 konnten 60 % der Bevölkerung Osttimors Bahasa Indonesia sprechen. Laut der Volkszählung von 2015 können in Osttimor 36,6 % der Bevölkerung Bahasa Indonesia sprechen, lesen und schreiben, weitere 1,7 % sprechen und lesen, 17,6 % nur lesen und 6,2 % nur sprechen. Für 2.711 Osttimoresen ist es die Muttersprache. Malaiisch nennen 63 Osttimoresen als ihre Muttersprache.

### Unterschiede zwischen Indonesisch und Malaysisch
Die Unterschiede zwischen den beiden Sprachen entwickelten sich erst in der Kolonialzeit und betreffen größtenteils den Wortschatz. Sie sind anfangs nur wenig größer gewesen als zwischen BRD-Deutsch und DDR-Deutsch, die beispielsweise Plastik/Plaste und Team/Kollektiv als unterschiedliche Wörter für den gleichen Begriff verwenden. Genauso lassen sich zwischen den beiden malaiischen Sprachen solche spezifischen Wörter finden – oft bedingt dadurch, dass manche Wörter in Malaysia von den britischen Kolonialherren und in Indonesien von den niederländischen Kolonialherren eingeführt wurden. Bei technischen Fachausdrücken sind die Unterschiede am häufigsten; geradezu berühmt ist die immer zitierte Übersetzung von Auspuff: Auf Indonesisch heißt es knalpot und auf Malaysisch ekzos (vom englischen exhaust). Alle Wörter, die für Dinge stehen, die es vor der Kolonialzeit noch nicht gab, sind im Malaysischen fast immer aus dem Englischen entlehnt und im Indonesischen meist aus dem Niederländischen. Klassisches Beispiel, für Deutsche in der Schreibweise leicht nachvollziehbar, ist das Wort für „Taxi“ auf Malaysisch „teksi“, was der englischen Aussprache entspricht, auf Indonesisch „taksi“, was der niederländischen Aussprache entspricht. Es sind auch einige niederländische Worte in die indonesische Sprache eingeflossen, die auf Grund der engen Sprachverwandtschaft zum Deutschen innerhalb der westgermanischen Sprachgruppe somit buchstäblich den deutschen Wörtern entsprechen, wie z. B. Helm, Kabel oder Stempel.
Mittlerweile lässt sich über die letzten Jahrzehnte eine Tendenz erkennen, dass zunehmend Wörter aus anderen in Indonesien beheimateten Regionalsprachen, wie beispielsweise dem Javanischen oder Sundanesischen Eingang in die indonesische Sprache gefunden haben und somit die eigenständige Entwicklung der beiden Sprachen in den letzten 100 Jahren einen gewaltigen Sprung gemacht hat. Während sich Indonesier und Malaysier in der Kolonialzeit noch nahezu fließend untereinander verständigen konnten, ist dies heute unter jungen Indonesiern und Malaysiern nur noch zu einem Grad möglich, wie es unter Sprechern verschiedener skandinavischer Sprachen der Fall ist.
Auf der anderen Seite berichten viele Ausländer, die jeweils eine Variante der Sprache erlernt haben, dass sie sich nach kurzer Eingewöhnung auch in dem jeweils anderen Land gut verständigen konnten, insbesondere wenn sie es mit gebildeten Menschen zu tun hatten. Daher scheint es, dass sich die Unterschiede vor allem auf den niederen Sprachebenen (Umgangssprache, Slang) ausgebildet haben (vergleichbar ist das Verhältnis von internationalem und Quebecer Französisch).
Zu Irrtümern bezüglich der Gleichheit der beiden Sprachen führt aber auch die nicht korrekte Annahme vieler nur oberflächlicher Kenner, das Wort Bahasa bezeichne diese gemeinsame Sprache. Dabei bedeutet „Bahasa“ aber lediglich „Sprache“, und eben nicht Malaiisch, Malaysisch oder Indonesisch. Die korrekten Bezeichnungen sind für Malaiisch Bahasa Melayu, für Malaysisch Bahasa Malaysia und für Indonesisch Bahasa Indonesia. Bei der Verwendung von „Bahasa“ als Oberbegriff handelt es sich um Slang. Dass man trotz der anfänglich nur geringen Unterschiede von verschiedenen Sprachen spricht, hat damit zu tun, dass es in Indonesien eine Antikolonialbewegung „Ein Volk – ein Land – eine Sprache“ gab und man deshalb nach der Unabhängigkeit nicht „Bahasa Melayu“ haben wollte. Durch die selbstständige ständige Weiterentwicklung beider Sprachen haben sich beide mittlerweile zu einem Grad voneinander entfernt, dass sie nunmehr eigenständige Sprachen darstellen.
Singapur hatte mit der Einführung von Bahasa Melayu kein Problem, da sie dort eine dem Englischen untergeordnete Rolle spielt. Auch in Brunei ist Malaiisch überwiegend Sprache der Verwaltung und Lingua franca, während die ansässige Bevölkerung andere Sprachen spricht. Generell kommt man speziell in Singapur, aber auch in Brunei mit Englisch erheblich weiter. In Singapur sprechen mehr Leute Englisch als Malaiisch, weil es dort mehr Chinesen als Malaien gibt. Auch in Malaysia sprechen zwar die rund 26 % Chinesen und rund 9 % Inder lieber Englisch, aber nur hier ist Malaiisch tatsächlich die mehrheitliche Umgangssprache. In Indonesien hingegen ist Englisch wenig verbreitet (Ausnahme Touristengebiete) und Bahasa Indonesia ist für viele eine Zweitsprache, die von den Älteren ohne Schulbildung und von Menschen in entlegenen Gebieten gar nicht gesprochen oder verstanden wird.

## Aussprache
Indonesisch (Bahasa Indonésia) ist für Deutschsprechende sehr einfach zu lernen. Die Aussprache ist unproblematisch, da sie der deutschen sehr ähnelt.

### Vokale
- a, i, o, u haben wie im Deutschen 2 Formen
  - in offenen Silben lang und offen wie in „aber“, „Sieg“, „Ober“, „Rute“
  - in geschlossenen Silben kurz und dunkel wie in „Hand“, „will“, „noch“, „Mund“.

Als Beispiele sollen indonesische Wörter dienen, in denen beide Vokalformen gleichzeitig vorkommen:
datang (kommen), barang (Sache): (a offen und a geschlossen)
piring (Teller), mirip (ähnlich): (i offen und i geschlossen)
bodoh (dumm), potong (schneiden): (o offen und o geschlossen)
kurus (mager), mulut (Mund) (u offen und u geschlossen).
- e – Im Indonesischen gibt es 3 e-Laute:

1. e wie in „Lesung“, in offenen Silben, z. B. méja (Tisch), héran (erstaunt), séhat (gesund), oft in Lehnwörtern aus dem Portugiesischen oder Arabischen.
2. e wie in „Mensch“, z. B. léhér (Hals), bérés (erledigt); oft in Wörtern aus Regionalsprachen wie dem Javanischen.
3. e wie in „sagen“ (in geschlossenen Silben) oder als Murmelvokal (unbetontes e) in offenen oder geschlossenen Silben wie die beiden e in „gekommen“, z. B. keras (laut), berat (schwer), gelas (Trinkglas). Dieser Murmelvokal wird pepet genannt.
Auch hier, wie in den meisten Wörterbüchern (auch offiziellen indonesischen, wie dem Kamus Besar Bahasa Indonesia), ist das offene oder betonte „e“ zur Unterscheidung mit einem Akzent (é) versehen. Im normalen Schriftgebrauch passiert dies jedoch nicht.

### Diphthonge
- ai als Auslaut: wie in „Mai“ z. B. pandai (klug), damai (Frieden), manchmal umgangssprachlich verkürzt zu -é.
- ai als Inlaut: beide Vokale werden getrennt gesprochen wie in „Zaire“ z. B. air (Wasser), lain (anders), baik (gut).
- au als Auslaut: wie in „blau“ z. B. kalau (wenn), hijau (grün), manchmal umgangssprachlich verkürzt zu –o (kalo, ijo).
- au als Inlaut: beide Vokale werden getrennt gesprochen, z. B. haus (durstig), laut (Meer), daun (Blatt)
- oi wie „eu“ in „heute“, z. B. koboi (Cowboy), boikot (Boykott), sepoi (sanft), tritt selten auf.

### Konsonanten
- c – wie tsch in „Matsch“ z. B. cari (suchen), kecil (klein). (c wurde vor der Rechtschreibreform von 1972 tj geschrieben),
- f – wie in „Fass“; kommt nur in Lehnwörtern (oft arabischen) vor, z. B. fajar (Morgendämmerung), féri (Fähre), film (Film), foto (Foto), fungsi (Funktion). Wird oft durch p ersetzt.
- h – im Anlaut kaum hörbarer Hauchlaut, z. B. hijau (grün), habis (zu Ende).
- h – im Inlaut zwischen gleichen Vokalen deutlich hörbar, z. B. mahal (teuer), léhér (Hals), bohong (lügen).
- h – im Inlaut zwischen unterschiedlichen Vokalen kaum hörbar, z. B. lihat (sehen), tahu (wissen), pahit (bitter).
- h – im Auslaut deutlich hörbarer Hauchlaut, z. B. rumah (Haus), téh (Tee), bersih (sauber), bodoh (dumm), sepuluh (zehn). Das h im Auslaut ist kein Längungs-h wie im Deutschen „nah“ oder „sah“, sondern schließt die Silbe und bewirkt, dass der vorangehende Vokal kurz und dunkel gesprochen wird.
- j – wie stimmhaftes dsch in „Dschungel“ oder im Englischen „Jim“, z. B. saja (nur), jalan (Straße), belanja (einkaufen). (j wurde vor der Rechtschreibreform von 1972 dj geschrieben),
- k – im Anlaut und Inlaut wie im Deutschen, aber ohne Aspiration, z. B. kaki (Fuß), bukan (nicht).
- k – im Auslaut nur als Knacklaut hörbar, z. B. anak (Kind), bapak (Vater).
- kh – (vor der Orthographiereform ch) wie in „Fach“ oder „Rachen“, z. B. akhir (Ende), khusus (speziell).
- ng – wie in „Menge“ oder „singen“, also ohne hörbares g, z. B. jangan (tu nicht), angin (Wind), bangun (aufstehen).
- ngg – wie in „Tango“, mit hörbarem g, z. B. mangga (Mango).
- ny – wie „gn“ in „Champagner“, z. B. nyanyi (singen), hanya (nur), nyata (klar).
- r – gerolltes Zungen-r, z. B. rokok (Zigarette), barat (Westen), auch im Auslaut deutlich hörbar: sabar (Geduld), sisir (Kamm).
- s – immer stimmlos und scharf, auch im Anlaut, z. B. sarung (Sarong), usus (Darm), terus (weiter)
- sy – schwaches s-ch wie in „Pils-chen“, z. B. syarat (Bedingung), masyarakat (Gesellschaft), syah (rechtsgültig), kommt nur in Lehnwörtern aus dem Arabischen vor.
- v – immer wie f in „Vater“ oder „Karl Valentin“, z. B. vitamin (Vitamin), vonis (Urteil); kommt nur in europäischen Lehnwörtern vor.
- w – wie das englische „w“ in „water“, z. B. waktu (Zeit), wujud (Gestalt), bawang (Zwiebel).
- y – wie „j“ in „ja“, z. B. yakin (überzeugt), saya (ich), ya (ja).
- z – stimmhaftes „s“ wie in „sagen“, z. B. zaman (Zeit), izin (Erlaubnis), kommt nur in Lehnwörtern aus dem Arabischen vor.

|               | bilabial | labio- dental | alveolar | post- alveolar | palatal | velar | glottal |
| ------------- | -------- | ------------- | -------- | -------------- | ------- | ----- | ------- |
| Plosive       | p b      |               | t d      |                |         | k g   | ʔ       |
| Affrikaten    |          |               | t͡ʃ       | d͡ʒ             |         |       |         |
| Nasale        | m        |               | n        |                | ɲ       | ŋ     |         |
| Vibranten     |          |               | r        |                |         |       |         |
| Frikative     |          | (f) (v)       | s (z)    | sʲ             |         | x     |         |
| Approximanten | w        |               |          |                | j       |       |         |
| Laterale      |          |               | l        |                |         |       |         |

Die Laute in Klammern tauchen nur in Lehnwörtern auf.
|             | vorne | zentral | hinten |
| ----------- | ----- | ------- | ------ |
| geschlossen | i     |         | u      |
| mittel      | e     | ə       | o      |
| offen       |       | a       |        |

## Grammatik
Die indonesische und malaiische Sprache ist eine überwiegend agglutinierende Sprache mit isolierenden Tendenzen, das heißt, es gibt keine Deklination, keine Konjugation und nur sehr wenig Verbflexion und Derivation. Auch gibt es keinen Artikel. Es gibt aber hingegen, wie es bei den anderen agglutinierenden Sprachen üblich ist, Präfixe, Infixe und Suffixe. Ein grammatisches Geschlecht gibt es nicht, nur in wenigen, aus dem Sanskrit entlehnten Wörtern (z. B.: putra = „der Sohn“, putri = „die Tochter“) wird nach dem natürlichen Geschlecht unterschieden.

### Plural
Ein einzelnes Substantiv kann sowohl singularische als auch pluralische Bedeutung haben. Der Plural kann jedoch auch fakultativ durch Reduplikation oder durch Zahl- oder andere Wörter, aus deren Kontext der Plural bereits hervorgeht, besonders gekennzeichnet werden. Mit dem Wort para wird eine Gruppe von Lebewesen gekennzeichnet. Beispiele:
- orang („der Mensch / Menschen“), orang-orang („Menschen“), dua orang („zwei Menschen“)
- guru („der Lehrer / die Lehrer“), para guru („die Lehrer / die Lehrerschaft“)

Bei einigen Verdopplungen bekommt das Wort jedoch eine neue Bedeutung z. B. mata = „Auge“, mata-mata = „Spion“. Einige Worte bestehen auch im Singular aus einer Verdopplung z. B. kupu-kupu = „der Schmetterling“.
Bei der Verwendung von Zahlwörtern werden oft zusätzlich Klassifikatoren gebraucht, jedoch bei informellen Gesprächen meist nicht mehr. So benutzt man:
- für zwischen kirsch- und melonengroße Gegenstände buah (Bed.: „Frucht“) z. B. dua buah kelapa (zwei „Frucht“ Kokosnüsse)
- für Tiere ékor (Bed.: „Schwanz“) z. B. empat ékor ayam (vier „Schwanz“ Hühner)
- für Menschen orang (Bed.: „Mensch“) z. B. sembilan orang jérman (neun „Mensch“ Deutsche)
- für Papier lembar oder helai (für beide Bed.: „Blatt“) z. B. satu lembar kertas (ein „Blatt“ Papier), verkürzt auf selembar kertas.
- für kleine, runde Gegenstände biji (Bed.: „Kern“) z. B. sepuluh biji batu (zehn (kleine, runde) „Kern“ Steinchen)
- für lange, stabähnliche Gegenstände batang (Bed.: „Stab“) z. B. tujuh batang rokok (sieben „Stab“ Zigaretten)

### Tempus
Alle Zeitformen werden nicht durch Veränderungen des Verbs, sondern durch zusätzliche Adverbien oder Hilfsverben ausgedrückt.
- Ich schreibe gerade einen Brief: Saya sedang menulis surat (wörtlich: Ich gerade schreiben Brief)
- Gestern schrieb ich einen Brief: Kemarin saya menulis surat (wörtlich: Gestern ich schreiben Brief)
- Morgen werde ich einen Brief schreiben: Besok saya akan menulis surat (wörtlich: Morgen ich werden schreiben Brief)
- Ich werde einen Brief schreiben: saya akan menulis surat (wörtlich: ich werden schreiben Brief)
- Ich habe den Brief schon geschrieben: Saya sudah menulis surat (wörtlich: ich schon schreiben Brief)

Man erkennt, dass sich das Verb „menulis“ (schreiben) in keiner Form ändert. Der zeitliche Zusammenhang wird ausschließlich durch die Adverbien oder Hilfsverben (hier: akan = werden) ausgedrückt.

### Wortbildung
Vor- und Nachsilben können auch die Bedeutung der Worte – ähnlich wie auch im Deutschen – verändern. In einigen Formen werden dabei bestimmte Anlaute assimiliert.
Beispiel:
Wortstamm: tulis (schreiben)
- menulis: schreiben (aktive Verbform) – hier fällt das t weg.
- ditulis: geschrieben (passive Verbform)
- penulis: Schreiber/Schriftsteller (jemand, der schreibt)
- menulisi: beschreiben, beschriften (im Sinne von „auf etwas schreiben“)
- ditulisi: beschrieben werden (im Sinne von „mit Schrift versehen werden“)
- menuliskan: (etw.) aufschreiben.
- dituliskan: aufgeschrieben werden
- tertulis: aufgeschrieben; schriftlich (Zustandspassiv)

#### Assimilationsregeln
Die Assimilation erfolgt nach eindeutigen Regeln abhängig vom ersten Laut des Stammwortes und der Vorsilbe. Die Vorsiben me- und pe- folgen denselben Assimilationsregeln, während auf die Silben di-, ke-, memper- und se- keine Assimilation erfolgt. Hier die Regeln dargestellt anhand der Vorsilbe me- mit Beispielen, die Assimilation der Vorsilbe pe- erfolgt entsprechend.
me → mem
b : baca → membaca (lesen), → pembaca (Leser)
p (p fällt weg!): pesan → memesan (bestellen)
me → meny
s (s fällt weg!): séwa → menyéwa (mieten)
me → men
c: cari → mencari (suchen)
d: dengar → mendengar (hören)
j: jual → menjual (verkaufen)
t (t fällt weg!): tari → menari (tanzen)
me → meng
alle Vokale: ambil → mengambil (nehmen, holen), elak → mengelak (ausweichen)
g: gambar (Bild, Zeichnung) → menggambar (zeichnen)
h: hitung → menghitung (zählen)
k (k fällt weg!): kirim → mengirim (schicken)
me → me
alle anderen: larang → melarang (verbieten)

#### Anwendung des Stammwortes und der assimilierten Form
Da indonesische Wörterbücher häufig nach den Wortstämmen sortiert sind, ist es hilfreich, anhand dieser Regeln von einem Wort auf dessen Stamm schließen zu können. Auch in Nebensätzen, in denen ein Verb in einer dem passiv ähnlichen Art und Weise verwendet wird, benutzt man im indonesischen den Stamm des Wortes. Beispiel: surat yang saya tulis … = Der Brief, den ich schrieb, … (Erläuterung: Da es im Indonesischen keine Deklinationen gibt, wird das Relativpronomen ‚yang‘ allein durch seine Stellung quasi zum Subjekt des Nebensatzes und demzufolge ist dann die Verwendung des Verbs passivisch – der Brief wurde geschrieben – auch wenn es im Deutschen anders ausgedrückt wird. Diese grammatische Eigenheit ist für an Deklinationen gewöhnte Sprecher oft schwer nachzuvollziehen, weil die fehlende Deklination beim Übersetzen automatisch eingesetzt wird.)

## Schrift
Üblichste Schrift für die malaiische Sprache ist eine Lateinschrift. Eine Rumi genannte Variante hat in Malaysia, Brunei und Singapur offiziellen Status, Indonesien hat eine davon abweichende Latein-Orthographie. In Brunei ist eine Abwandlung der arabischen Schrift, genannt Jawi, kooffiziell.

## Wortschatz
- Selamat pagi!: „Guten Morgen!“ (Selamat ist allgemeines Glückwunschwort, pagi: „Morgen“)
- Selamat siang! / Selamat tengah hari! (nur Malaiisch): „Guten Tag!“ (siang: „Tag“, tengah hari: „Mittag“)
- Selamat petang! / Selamat soré! (nur Indonesisch): „Guten (Nachmit)Tag!“ (von 15 bis 18 Uhr) – (petang/soré: „Nachmittag“)
- Selamat malam!: „Guten Abend!“/„Gute Nacht!“ (malam: „Abend“/„Nacht“)
- Selamat makan!: „Guten Appetit!“ (makan: „essen“)
- Selamat tidur!: „Gute Nacht!“ (vor dem Schlaf) – (tidur: „schlafen“)
- Selamat datang!: „Willkommen!“ (datang: „kommen“)
- Selamat jalan!: „Gute Reise!“ (jalan: „laufen/fahren/reisen“)
- Sampai jumpa (lagi)!: „Auf Wiedersehen!“ (wörtlich „bis treffen/sehen wieder“)
- Apa khabar? (ms) / Apa kabar? (id): „Wie geht’s?“ (wörtlich „was (dein/Ihr) Neuigkeit?“)
- Khabar baik (ms) / Kabar baik (id): „Mir geht es gut“ (wörtlich „(mein) Nachricht gut“)
- Terima kasih!: „Danke!“
- Awas!: „Pass auf!“
- Hati-hati!: „Sei vorsichtig!“
- nama: „Name“
  - Nama saya Lukas: „Mein Name ist Lukas / Ich heiße Lukas“
  - Saya Anna: „Ich bin/heiße Anna“
  - Siapa nama Anda/kamu?: „Wie heißen Sie / heißt du?“ („Wie ist Ihr/dein Name?“)
- asal: „Herkunft“
  - Saya (berasal) dari Jérman / Austria / Switzerland (ms)/Swiss (id): „Ich komme aus Deutschland / Österreich / der Schweiz“
  - Saya orang Jérman / Austria / Switzerland (ms)/Swiss (id): „Ich bin Deutsche(r) / Österreicher(in) / Schweizer(in)“
- cakap (ms) / bicara (id): „sprechen“
- bahasa: „Sprache“
  - Boléh cakap bahasa Jérman/Inggeris? (ms) / Bisa (bicara) bahasa Jérman/Inggris? (id): „Sprechen Sie / sprichst du Deutsch/Englisch?“
  - Saya cakap (ms) / bicara (id) bahasa Jérman: „Ich spreche Deutsch“
  - Saya tak boléh cakap bahasa Melayu (ms) / Saya tidak bisa (bicara) bahasa Indonésia (id): „Ich spreche kein Malaiisch/Indonesisch“
- orang: „Mensch“
  - orang utan: „Orang-Utans“ (wörtlich „Mensch Wald“ – „Waldmensch“)
  - orang Jérman: „Deutsche(r)“ („Mensch deutsch“)
  - orang asli: „Eingeborener“ (wörtlich „Mensch echt/ursprünglich“)
  - orang asing: „Ausländer“/„Fremder“ (wörtlich „Mensch fremd“)
- ya: „ja“
- tidak: „nein/nicht“ (Verneinung von Tätigkeiten und Eigenschaften)
  - tak (Malaiisch) / ngga(k), ga(k) (nur Indonesisch): Slangformen von „nein“ (wie „nö“ oder „nee“)
  - Saya tidak mau: „ich möchte nicht“ (wörtlich „ich nicht wollen“)
- bukan: „nein/kein“ (Verneinung von Nomen)
  - Saya bukan orang Inggeris (ms) / Inggris (id), saya orang Jérman: „Ich bin kein Engländer, ich bin Deutscher“
- belum: „noch nicht“
  - Saya belum menikah: „Ich bin noch nicht verheiratet“ (wörtlich „ich noch-nicht heiraten“)
- sudah: „schon“
  - Saya sudah menikah: „Ich bin schon verheiratet“ (wörtlich „ich schon heiraten“)
- Jangan!: „Nein!/Nicht!“ (im Sinne von „tu das nicht“)
  - Jangan datang!: „Komm nicht!“
  - Jangan (pergi) ke sana!: „Geh nicht dorthin!“ (wörtlich „nicht (gehen) dorthin!“)
  - Jangan dibawa!: „Bring das nicht mit!“ (wörtlich „nicht mitgebracht-werden!“)
- ini – itu: „dieses – jenes“
  - Saya mau ini: „ich möchte dieses“
- makan-minum-datang-pergi-tidur-mengerti: „essen-trinken-kommen-gehen-schlafen-verstehen“
  - Saya mau makan: „Ich möchte essen“
  - Sudah makan (kah)?: „Schon gegessen?“
- Awak boléh pergi makan tengah hari dengan saya? (ms) / Kamu mau pergi makan siang dengan saya? (id): „Gehst du mit mir zum Mittagessen?“
  - sarapan/makan pagi: „Frühstück“
  - makan tengah hari (nur Malaiisch) / makan siang: „Mittagessen“
  - makan malam: „Abendessen“
- Saya belum mengerti/paham: „Ich verstehe das noch nicht“
  - Mengerti? / Paham?: „Verstanden?“
- Berapa?: „Wie viel?“
  - Berapa harganya?: „Was kostet dieses?“ (wörtlich: „Wie viel Preis dieses?“)
- nombor (ms) / nomor (id): „Nummer“
  - 0, 1, 2, 3, 4, 5, 6, 7, 8, 9, 10: „sifar (ms) / nol (id) / kosong, satu, dua, tiga, empat, lima, enam, tujuh, lapan (ms) / delapan (id), sembilan, sepuluh“
  - 11, 12, 13, 14, …: „sebelas, dua belas, tiga belas, empat belas, …“
  - 20, 21, 22, 23, …: „dua puluh, dua puluh satu, dua puluh dua, dua puluh tiga, …“
  - 100, 1000, 10.000, 100.000, 1.000.000: „seratus, seribu, sepuluh ribu, seratus ribu, satu juta“

## Sprachbeispiel
Sukarnos indonesische Unabhängigkeitserklärung in Jakarta vom 17. August 1945 (indonesisch):
Proklamasi
Kami, bangsa Indonesia, dengan ini menyatakan kemerdekaan Indonesia.
Hal-hal yang mengenai pemindahan kekuasaan dan lain-lain, diselenggarakan dengan cara saksama dan dalam tempo yang sesingkat-singkatnya.
Jakarta, tujuh belas Agustus, seribu sembilan ratus empat puluh lima.
Atas nama bangsa Indonesia,
Soekarno/Hatta.

## Sprachregulierung
Bahasa Malaysia wird reguliert durch:
- Dewan Bahasa dan Pustaka (Institut für Sprache und Literatur)

Bahasa Indonesia wird reguliert durch:
- Badan Pengembangan dan Pembinaan Bahasa (Agentur für Sprachentwicklung und Sprachbildung); früher als Pusat Bahasa (Zentrum für Sprache) benannt.